# Gunung Neumbok Ane
Gunung Neumbok Ane är en kulle i Indonesien.   Den ligger i provinsen Aceh, i den västra delen av landet, 1 600 km nordväst om huvudstaden Jakarta. Toppen på Gunung Neumbok Ane är 76 meter över havet.
Terrängen runt Gunung Neumbok Ane är platt. Runt Gunung Neumbok Ane är det glesbefolkat, med 18 invånare per kvadratkilometer. I omgivningarna runt Gunung Neumbok Ane växer i huvudsak städsegrön lövskog.